# 김선화 (배우)
김선화(한국 한자: 金善化, 1957년 10월 19일 ~ )는 대한민국의 배우이다. 배우자는 만화가 박재동이다.

## 생애
1974년 연극배우로 첫 데뷔하였고 1980년 숙명여자대학교 연극부에서 시작 산불,물리학자들,뱀 등에 출연하였고, 오영진의 "시집가는 날"연출로 대학연극경연대회 참가. 1980년부터 1983년까지 부산에 있는 카톨릭센터 문화부에서 근무하며 짬짬이 연극배우 활동을 하다가 1981년 제1회 전국연극경연대회 부산연극제 에서 황석영의 "산국"으로 심사위원 전원 일치로 여자연기상을 타게되어 본격 연기자 활동을 재개,까뮈의 "오해""서울 말뚝이"등 공연으로 호평을 받게 된다.  1986년 만화가 박재동과 결혼 이후 1989년 연극 《엘레판트 맨》으로 대학로에서 다시 시작,"돈 내지 맙시다"등 흥행되는 연극을 많이 하게 되면서,영화 "너에게 나를 보낸다"로  영화배우로 데뷔,개같은 날의 오후,맨,미술관 옆 동물원,하루,진짜 사나이,내 마음의 풍금 등 많은 영화에 출연을 한다. 한편 남편 박재동은 영화 신부수업에 출연한 권상우의 대부를 맡았으나 권상우는 그 이후  아내 손태영을 따라 기독교로 개종했다.

## 학력
- 안양영화예술고등학교 연극영화과 (졸업)
- 숙명여자대학교 정치외교학과 (졸업)

## 출연작

### 영화
- 2018년 《엄마의 공책》 ... 윤자 역

- 2012년 《26년》 ... 식당 여사장 (특별출연)
- 2007년 《눈부신 날에》 ... 원장 수녀 역
- 2006년 《사생결단》 ... 형남 여인 역
- 2005년 《오로라 공주》 ... 명길 모 역 (특별출연)
- 2004년 《S 다이어리》 ... 이모 2 역
- 2004년 《신부수업》 ... 김 수녀 역
- 2004년 《욕망》 ... 로사 친구 3 역
- 2004년 《안녕! 유에프오》 ... 주인집 아줌마 역
- 2003년 《영어완전정복》 ... 사모님 역
- 2002년 《굳세어라 금순아》 ... 포장마차 주인 여 역
- 2002년 《성냥팔이 소녀의 재림》 ... 천사의 집 원장 역
- 2002년 《해적, 디스코왕 되다》 ... 성기 모 역
- 2002년 《후 아 유》 ... 슬픈 고양이 역
- 2002년 《일단 뛰어》 ... 베르사체 직원 1 역
- 2001년 《썸머타임》 ... 싸우는 손님 역
- 2001년 《하루》 ... 여사장 역
- 2001년 《눈물》 ... 옷가게 아줌마 역
- 2000년 《행복한 장의사》 ... 죽은 과부 역
- 1999년 《내 마음의 풍금》 ... 범수 모 역
- 1999년 《A+삶》
- 1998년 《크리스마스에 눈이 내리면》 ... 미나 모 역
- 1998년 《미술관 옆 동물원》 ... 집주인 역
- 1997년 《창》
- 1996년 《진짜 사나이》 ... 우동집 주인 역
- 1995년 《꼬리치는 남자》 ... 여자 직원 역
- 1995년 《개같은 날의 오후》 ... 506호 여자 역
- 1994년 《너에게 나를 보낸다》 ... 환전 부인 역
- 1989년 《서울 무지개》 ... 수 간호원 역

### 드라마, 시트콤
- 2022년 MBC 《닥터 로이어》 ... 재판장 역
- 2017년 SBS 《해피시스터즈》 ... 진말심 역
- 2016년 SBS 《사랑은 방울방울》
- 2015년 SBS 《마을》 ... 홍씨 역
- 2012년 SBS 《신사의 품격》 ... 송 회장 역
- 2012년 SBS 《부탁해요 캡틴》 ... 안전벨트 안하는 승객의 부인 역 (특별출연)
- 2011년 KBS2 《노리코, 서울에 가다》 ... 우진 모 역
- 2010년 평화방송 《동정부부 요안 루갈다》 ... 복남댁 역
- 2010년 KBS2 《제빵왕 김탁구》
- 2010년 SBS 《사랑의 기적》
- 2010년 KBS1 《명가》 ... 자춘 처 역
- 2009년 SBS 《스타일》
- 2008년 SBS 《아내의 유혹》 ... 논산댁 역
- 2008년 SBS 《유리의 성》 ... 천옥자 역
- 2007년 SBS 《완벽한 이웃을 만나는 법》 ... 최보경 역
- 2007년 KBS2 《드라마시티 - 쌈닥 미숙이》
- 2007년 KBS2 《심청의 귀환》 ... 뺑덕 역
- 2006년 KBS2 《황진이》 ... 개똥어멈 역
- 2005년 SBS 《들꽃》 ... 홍 반장 역
- 2005년 SBS 《루루공주》 ... 왕 집사 역
- 2005년 KBS2 《드라마시티 - 낙타씨의 행방불명》 ... 엄마 역
- 2004년 SBS 《파리의 연인》 ... 집주인 역
- 2004년 KBS2 《낭랑 18세》 ... 권혁준을 중매시키려는 여자 역
- 2003년 KBS2 《드라마시티 - S대 법학과 미달사건》 ... 나옥녀 역
- 2001년 EBS 《초등 3년 영어 - Michael, my friend》 ... 한순자 역
- 2000년 MBC 《시트콤 세 친구》
- 1999년 KBS2 《누룽지 선생과 감자 일곱개》
- 1997년 MBC 《베스트극장》
- 1994년 KBS2 《인간의 땅》
- 1993년 KBS2 《신 손자병법》

### 광고
- 1999년 오리온 (기업) 오뜨 (이미숙과 함께 출연)
- 2000년 오리온 (기업) 오뜨 (엄정화와 함께 출연)
- 2000년 유유후마킬라주식회사 베이프 리퀴드 60일 (강호동와 함께 출연)